# 長奉送使
長奉送使（ちょうぶそうし）とは、日本の律令制度において伊勢斎宮に任じられた斎王が伊勢国へ赴く群行に際し、伊勢まで送り届けることを任務とした官僚である。単に長送使ともいい、『延喜斎宮式』においては監送使とも記載される。
「長奉送使」という語の初見は仁寿2年（852年）の晏子内親王の群行において安倍安仁と橘海雄等が任ぜられた際であるが（『文徳天皇実録』同年9月庚子（7日）条）、『日本後紀』には延暦18年（799年）の布勢内親王の群行に際して、中臣王と藤原乙叡がこれを送ったことが見えるので（9月庚辰（3日）条）、群行の制度が成立した当初から存在し、またその名称は遥か伊勢まで送ったが故に「長」奉送使と称せられたと見られている。『斎宮式』によれば参議または中納言に弁と史と六位以下の官人各1人ずつの計4人、『西宮記』では中納言もしくは参議に弁と史、中務丞の各 1人計4人とあるので、参議もしくは中納言と弁、史、六位以下で中務丞を勤める者によって構成されていたことになる。
群行に際しては薬剤12剤を支給され（『延喜典薬寮式』）、『江家次第』には路次において濫行に遭遇した場合はそれを糾弾する権限が付与されていたという。また任務終了に際しては斎宮寮において饗宴が催され禄を賜った。